# Nureddin al-Dscherrahi
Hadrat Pir Muhammad Nureddin al-Dscherrahi al-Halveti (* 4. Mai 1678 in Istanbul; † 28. Juli 1721) war ein osmanisch-islamischer Mystiker (Sufi) und der Gründer der nach ihm benannten Dscherrahi-Tariqa (Dscherrahi-Derwisch-Orden), einem Zweig der Halveti-Tariqa.
Sein Vater war Sayyid Abdullah ibn Muhammad Husamuddin.

## Leben

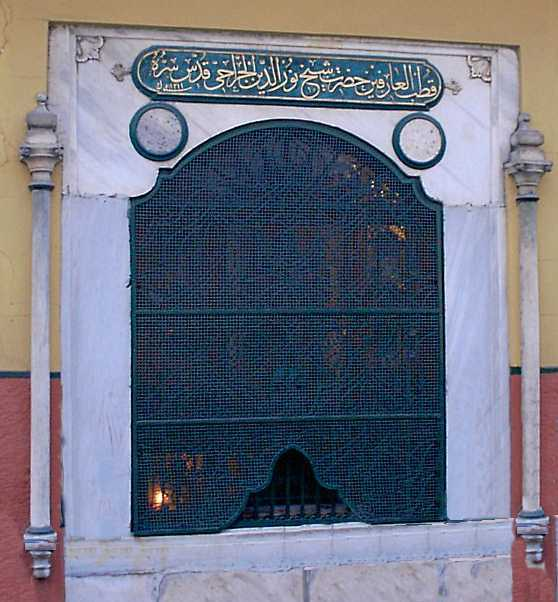
Fenster zum Mausoleum der Dscherrahi-Tekke mit dem Grab von Pir Nureddin al-Dscherrahi

Im Jahr 1697 soll er im Alter von 19 Jahren den Abschluss faqih (islamischer Rechtsgelehrter) der islamischen Religionsschule mit Auszeichnung absolviert haben. Darauf soll ihm das Amt des Qadi von Ägypten (damals eine Provinz des Osmanischen Reichs) angetragen worden sein, jedoch soll er am Tag seiner geplanten Abreise nach Ägypten dem Halveti-Sheikh Alauddin Kostendili in Üsküdar (im asiatischen Teil Istanbuls) begegnet sein. Dort sei er nach der Teilnahme am Dhikr (Sufi-Zeremonie zur Anrufung der Namen Gottes) von diesem als Schüler akzeptiert worden und deshalb nicht nach Ägypten abgereist.
1703–1704 soll Nureddin selber die Stufe eines Sufi-Scheikhs erreicht haben und von Kostendili nach Karagümrük (ein Stadtteil im europäischen Teil Istanbuls) geschickt worden sein, um dort die Dscherrahi-Tariqa, einen neuen Zweig der Halveti-Tariqa, zu gründen und eine Dergah (Ort der Derwisch-Versammlungen) zu eröffnen.
Die Dscherrahi-Tariqa entwickelte sich in der Türkei zu einem Kulturverein zur Pflege der klassischen Sufimusik, das Zentrum befindet sich bis heute in Karagümrük, wo auch das Grab Pir Nureddins zu finden ist, eine Wallfahrtsstätte sufistischer Muslime. Bekanntester Nachfolger Pir Nureddins ist Muzaffer Ozak al-Dscherrahi al-Halveti (1916–1985), der eine internationale Verbreitung der Musik und der mystischen Lehren der Dscherrahi-Tariqa erreichte.